# 王文 (1919年)
王文（1919年—1989年），原名宋明波，河北蓟县（今天津蓟县）人，中国人民解放军开国少将。

## 生平
1938年参加冀东抗日大暴动，并加入中国共产党，历任冀东抗日联军第十六总队大队政委、蓟县游击支队政治指导员，冀东军区第十三团营政治教导员，团政治处主任，团政治委员。
解放战争时期，任晋察冀军区冀晋(赵尔陆)纵队第二旅副政委，热南军分区副政治委员，东北民主联军第九纵队二十七师政治委员，第四野战军第四十六军第一三八师政委。
中华人民共和国成立后，任中国人民解放军空军第二，第四航空学校政治委员，沈阳军区空军政治部副主任，主任，中国民航总局副政治委员，兰州军区空军副政治委员，司法部副部长，中国大百科全书军事卷编审室副主任。
1961年晋升为少将军衔。